# 레비치비타 기호
레비치비타 기호(Levi-Civita symbol) 또는 치환 텐서(permutation tensor)는 선형대수학과 미분기하학에서 정의된 기호로 수의 치환과 관련해 값을 주는 기호이다. 이 기호는 이탈리아 수학자 툴리오 레비치비타를 따라 이름지어졌다.

## 정의

레비치비타 기호의 모습

레비치비타 기호 {\displaystyle \varepsilon _{ijk}}는 다음과 같이 정의된다.
{\displaystyle \varepsilon _{ijk}={\begin{cases}+1&{\mbox{if }}(i,j,k){\mbox{ is }}(1,2,3),(2,3,1){\mbox{ or }}(3,1,2)\\-1&{\mbox{if }}(i,j,k){\mbox{ is }}(3,2,1),(1,3,2){\mbox{ or }}(2,1,3)\\0&{\mbox{otherwise: }}i=j{\mbox{ or }}j=k{\mbox{ or }}k=i\end{cases}}}
정의에서 보다시피 레비치비타 기호는 완전 반대칭이다.

## 크로네커 델타와의 관계
레비치비타 기호는 크로네커 델타와 많은 관계가 있다. 3차원에서는 다음과 같은 관계들이 있다.
{\displaystyle {\begin{aligned}\varepsilon _{ijk}\varepsilon _{lmn}&=\det {\begin{vmatrix}\delta _{il}&\delta _{im}&\delta _{in}\\\delta _{jl}&\delta _{jm}&\delta _{jn}\\\delta _{kl}&\delta _{km}&\delta _{kn}\\\end{vmatrix}}\\&=\delta _{il}\left(\delta _{jm}\delta _{kn}-\delta _{jn}\delta _{km}\right)-\delta _{im}\left(\delta _{jl}\delta _{kn}-\delta _{jn}\delta _{kl}\right)+\delta _{in}\left(\delta _{jl}\delta _{km}-\delta _{jm}\delta _{kl}\right)\end{aligned}}}
{\displaystyle \sum _{i=1}^{3}\varepsilon _{ijk}\varepsilon _{imn}=\delta _{jm}\delta _{kn}-\delta _{jn}\delta _{km}} ("축약된 입실론 성질")
(아인슈타인 표기법을 사용하면 : {\displaystyle \varepsilon _{ijk}\varepsilon _{imn}=\delta _{jm}\delta _{kn}-\delta _{jn}\delta _{km}})
{\displaystyle \sum _{i,j=1}^{3}\varepsilon _{ijk}\varepsilon _{ijn}=2\delta _{kn}}

## 활용 예
레비치비타 기호는 수학과 물리학의 다양한 분야에서 사용된다. 예를 들어, 선형대수학에서 두 3차원 벡터의 벡터곱은 이 기호를 사용해 다음과 같이 쓸 수 있다.
{\displaystyle \mathbf {a\times b} ={\begin{vmatrix}\mathbf {e_{1}} &\mathbf {e_{2}} &\mathbf {e_{3}} \\a_{1}&a_{2}&a_{3}\\b_{1}&b_{2}&b_{3}\\\end{vmatrix}}=\sum _{i,j,k=1}^{3}\varepsilon _{ijk}\mathbf {e_{i}} a_{j}b_{k}}
혹은, 더 간단히 쓰면:
{\displaystyle \mathbf {a\times b} =\mathbf {c} ,\ c_{i}=\sum _{j,k=1}^{3}\varepsilon _{ijk}a_{j}b_{k}}
위 표기는 아인슈타인 표기법을 사용하면 훨씬 더 간단해진다
{\displaystyle c_{i}=\varepsilon _{ijk}a_{j}b_{k}\;}

## 레비치비타 기호의 일반화
레비치비타 기호는 다음과 같이 고차원으로 일반화 될 수 있다.
{\displaystyle \varepsilon _{ijkl\dots }={\begin{cases}+1&{\mbox{if }}(i,j,k,l,\dots ){\mbox{ is an even permutation of }}(1,2,3,4,\dots )\\-1&{\mbox{if }}(i,j,k,l,\dots ){\mbox{ is an odd permutation of }}(1,2,3,4,\dots )\\0&{\mbox{if any two labels are the same}}\end{cases}}}

## 같이 보기
- 크로네커 델타